# Ade Adepitan
Ade Adepitan (n. 27 martie 1973, Lagos, Statul Lagos, Nigeria) este un baschetbalist ce a reprezentat Regatul Unit al Marii Britanii și al Irlandei de Nord. A participat la o ediție a Jocurilor Paralimpice (2004) în care a câștigat o medalie de bronz.

## Participări
Lista de mai jos prezintă principalele competiții la care a participat Ade Adepitan de-a lungul carierei.
- wheelchair basketball at the 2004 Summer Paralympics – men[*]